# Resolució 1073 del Consell de Seguretat de les Nacions Unides
La Resolució 1073 del Consell de Seguretat de les Nacions Unides fou adoptada el 28 de setembre de 1996. Després de recordar totes les resolucions sobre Jerusalem i prenent nota d'una carta de l'Aràbia Saudita en nom de la Lliga Àrab, el Consell va exigir a Israel a cessar i revertir tots els actes qui havia donat lloc a un empitjorament a la regió.

## Antecedents
El 23 de setembre de 1996, Israel va obrir túnel que unia el Mur de les Lamentacions amb una sortida a prop de la Muntanya del Temple. L'obertura va provocar disturbis als territoris que van durar cinc dies i provocaren la mort de 14 israelians i 56 àrabs. Unes 300 persones foren ferides.

## Resolució
Es va expressar preocupació pels enfrontaments entre els palestins i l'Exèrcit israelià a Jerusalem, Nablus, Ramal·lah, Betlem i la Franja de Gaza qui va resultar en morts i ferits en ambdós costats. També hi havia preocupació per les implicacions més àmplies en el procés de pau a l'Orient Mitjà en el seu conjunt.
Es va instar el cessament i la revocació de tots els actes per part d'Israel, mentre que es va reclamar la seguretat dels palestins i la represa de les negociacions.
La resolució 1073 va ser aprovada per 14 vots contra cap en contra, amb una abstenció dels Estats Units.